# 第2海軍管区 (ブラジル軍)
第2海軍管区（だい2かいぐんかんく、2º Distrito Naval）は、ブラジル海軍の管区の一つ。サルヴァドールに本部を置く。

## 概要
担当区域は管轄境界線115から109までの間。それぞれアラゴアス州 - セルジッペ州からバイーア州 - エスピリトサント州の沿岸部となる。この区域内にはパウロ・アフォンソ複合水力発電所やトリンダデ島及びマルティンヴァス島や多くの湖沼が含まれる。

## 組織
- アラトゥ海軍基地　（Base Naval de Aratu ）
- サルヴァドール海軍病院　（Hospital Naval de Salvador ）
- サルヴァドール銃兵群　（Grupamento de Fuzileiros Navais em Salvador ）
- 東部海軍巡視群　（Grupamento de Patrulha Naval do Leste ）
- ミナジェ・イ・ヴァレドーラ部隊司令部　（Comando da Força de Minagem e Varredura）
- バイーア州港務部　（Capitania dos Portos da Bahia）
- ポルト・デ・イレウス港務警察署　（Delegacia da Capitania dos Portos em Ilhéus）
- ジュアゼイロ港務機関　（Agência da Capitania dos Portos em Juazeiro）
- ポルト・セグロ港務機関　（Agência da Capitania dos Portos em Porto Seguro）

## 任務
- 陸上勤務者による海空作戦の支援。
- 他部隊隊員に対する管轄区域内における支援。
- 河川における交通管制。
- 河川湖沼における船舶の安全確保。
- 沿岸警備と水難救助。
- 大陸棚や内海における水産資源の調査や保全。
- 海軍軍人の家族に対する支援。
- 海軍とブラジル国民との間における海事にかかわる窓口業務。